# Stuttgarter Schriftstellerhaus
Koordinaten: 48° 46′ 30,4″ N, 9° 10′ 59″ O
Das Stuttgarter Schriftstellerhaus ist eine kulturelle Institution im Stuttgarter Bohnenviertel. Es dient als Treffpunkt von Autoren, Übersetzern und Literaturinteressierten. Es finden regelmäßig Veranstaltungen, Tagungen und Schreibwerkstätten statt. Das Schriftstellerhaus beherbergt seit 1984 jährlich bis zu vier Stipendiaten. Deutschsprachige Autoren aus dem In- und Ausland erhalten damit die Möglichkeit, in historischer städtischer Umgebung zu arbeiten und die eigenen Arbeiten einem interessierten Publikum zu präsentieren.

## Geschichte des Gebäudes
Das denkmalgeschützte Gebäude in der Kanalstraße 4 stammt aus dem 17. Jahrhundert. Der Lyriker Johannes Poethen und der Architekt Johannes Wetzel konnten den Oberbürgermeister der Stadt Stuttgart Manfred Rommel und den Ministerpräsidenten des Landes Baden-Württemberg Lothar Späth davon überzeugen, das Haus im Rahmen der Altstadt-Sanierung nicht abzureißen, sondern als kulturelle Institution zu nutzen. Das Haus wurde aufwendig renoviert und am 4. Oktober 1983 als Stuttgarter Schriftstellerhaus dem Verein Stuttgarter Schriftstellerhaus e. V. zur Nutzung übergeben. Das vierstöckige Haus hat einen nahezu quadratischen Grundriss und ist 4,98 Meter breit.

## Stuttgarter Schriftstellerhaus e. V.
Hausherr des Stuttgarter Schriftstellerhauses ist der Verein Stuttgarter Schriftstellerhaus e. V. Ein Geschäftsführer betreut seit 1987 die Stipendiaten und koordiniert die Aktivitäten des Schriftstellerhauses. Aktuell verfügt das Haus nicht über eine Geschäftsführung, sondern nur eine verwaltungsorganisatorische Führung. Die künftige inhaltliche Ausrichtung des Hauses ist derzeit unklar. Letzte Geschäftsführerin war Regina Rechsteiner. Vorgängerinnen waren unter anderem Usch Pfaffinger, Astrid Braun und Janina Hecht.
Laut Satzung ist es Aufgabe des Vereins,
- den Literaturbetrieb und -diskurs zu fördern
- die Räumlichkeiten des Schriftstellerhauses zu unterhalten
- öffentliche Veranstaltungen mit Schriftstellern durchzuführen
- für die Betreuung und Beherbergung der Schriftstellergäste und Stipendiaten zu sorgen
- Arbeitssitzungen von schriftstellerischen Organisationen zu ermöglichen

Der Verein hat derzeit ca. 70 Mitglieder (Stand: August 2024).

## Aktivitäten und Projekte

### Stipendiaten
Das Stuttgarter Schriftstellerhaus vergibt regelmäßig dreimonatige Präsenzstipendien.
Die Stipendien untergliedern sich in
- Stipendien für Autoren von Prosa und Dramen, gefördert von der Landeshauptstadt Stuttgart und dem Ministerium für Wissenschaft, Forschung und Kunst Baden-Württemberg (Land Baden-Württemberg)
- Stipendien für Lyriker, finanziert aus dem Erbe der 2017 verstorbenen Ehrenvorsitzenden des Stuttgarter Schriftstellerhauses Ruth Theil
- Stipendien für Übersetzer (diese Kategorie wird seit 2016 nicht mehr angeboten)

Die Stipendiaten erhalten ein Preisgeld und bewohnen eine kleine Wohnung im obersten Stockwerk des Schriftstellerhauses. Sie wurde vom Klett-Cotta-Verlag mit Stilmöbeln eingerichtet. Obwohl der Standard der Wohnung einfach ist, ist das Schriftstellerhaus aufgrund seiner Lage und seiner Doppelfunktion als Veranstaltungsraum und Unterkunft ein begehrter Platz für Literaten. Die technische Ausstattung wurde im Laufe der Jahre den aktuellen Erfordernissen angepasst.
Von den Stipendiatinnen und Stipendiaten wird erwartet, dass sie sich dem Stuttgarter Literaturpublikum vorstellen und sich regelmäßig am Blog Kanalstraße 4 beteiligen.
| Jahr | Name                         | Lebensmittelpunkt                  | Stipendiengeber                                                                              |
| ---- | ---------------------------- | ---------------------------------- | -------------------------------------------------------------------------------------------- |
| 1984 | Ingrid Bachér                | Düsseldorf                         | LG Stiftung Kunst und Kultur (eine Stiftung der ehem. Landesgirokasse Stuttgart)             |
| 1985 | Karlhans Frank               | Gelnhaar                           | Süddeutscher Rundfunk                                                                        |
| 1985 | Wolfgang Hegewald            | Barum                              | Stuttgarter Schriftstellerhaus e. V.                                                         |
| 1985 | Henrike Leonhardt            | München                            | Stuttgarter Schriftstellerhaus e. V.                                                         |
| 1986 | Anne Dorn                    | Köln                               | Süddeutscher Rundfunk                                                                        |
| 1986 | Jörn Ebeling                 | Berlin                             | Stuttgarter Schriftstellerhaus e. V.                                                         |
| 1986 | Gerd Henniger                | Berlin                             | Lothar Späth                                                                                 |
| 1986 | Jutta Richter                | Ascheburg / Lucca, Italien         | LG Stiftung Kunst und Kultur (eine Stiftung der ehem. Landesgirokasse Stuttgart)             |
| 1987 | Horst Brandstätter           | Öhningen                           | Georg Thieme Verlag                                                                          |
| 1987 | Charles Juliet               | Lyon, Frankreich                   | Robert Bosch Stiftung                                                                        |
| 1987 | Christine Koschel            | Rom, Italien                       | Lothar Späth                                                                                 |
| 1987 | Roman Ritter                 | München                            | Landeshauptstadt Stuttgart                                                                   |
| 1988 | Herbert Friedmann            | Brensbach                          | LG Stiftung Kunst und Kultur (eine Stiftung der ehem. Landesgirokasse Stuttgart)             |
| 1988 | José F. A. Oliver            | Hausach                            | Lothar Späth                                                                                 |
| 1988 | Werner Söllner               | Frankfurt a. M.                    | Süddeutscher Rundfunk                                                                        |
| 1988 | Jürgen-Peter Stössel         | Freiburg                           | Landeshauptstadt Stuttgart                                                                   |
| 1989 | Jan Christ                   | Wald                               | Süddeutscher Rundfunk                                                                        |
| 1989 | Helga Lippelt                | Düsseldorf                         | LG Stiftung Kunst und Kultur (eine Stiftung der ehem. Landesgirokasse Stuttgart)             |
| 1989 | Elmar Podlech                | Frankfurt a. M.                    | Landeshauptstadt Stuttgart                                                                   |
| 1989 | William Totok                | Berlin                             | Lothar Späth                                                                                 |
| 1990 | Jürg Amann                   | Zürich, Schweiz                    | Landeshauptstadt Stuttgart                                                                   |
| 1990 | Hans Peter Gansner           | Marcorens, Frankreich              | Stuttgarter Schriftstellerhaus e. V.                                                         |
| 1990 | Said                         | München                            | Süddeutscher Rundfunk                                                                        |
| 1990 | Inge von Weidenbaum          | Rom, Italien                       | Lothar Späth                                                                                 |
| 1991 | Dieter Eue                   | Berlin                             | Süddeutscher Rundfunk                                                                        |
| 1991 | Kristiane Lichtenfeld        | Berlin                             | Landeshauptstadt Stuttgart                                                                   |
| 1991 | Matthias Politycki           | Hamburg / München                  | Lothar Späth                                                                                 |
| 1992 | Werner Bucher                | Zelg-Wolfholden, Schweiz           | Staatliche Toto-Lotto GmbH                                                                   |
| 1992 | Hannelies Taschau            | Hameln                             | Ministerpräsident Erwin Teufel                                                               |
| 1992 | Brigitte Weidmann            | Berlin                             | Süddeutscher Rundfunk                                                                        |
| 1992 | Ryszard Wojnakowski          | Krakau, Polen                      | Landeshauptstadt Stuttgart                                                                   |
| 1993 | Michael Basse                | München                            | Süddeutscher Rundfunk                                                                        |
| 1993 | Róža Domašcyna               | Bautzen                            | Staatliche Toto-Lotto GmbH                                                                   |
| 1993 | Volker Ebersbach             | Leipzig                            | Land Baden-Württemberg                                                                       |
| 1993 | Esther Spinner               | Zürich, Schweiz                    | Landeshauptstadt Stuttgart                                                                   |
| 1994 | Herbert Genzmer              | Krefeld                            | Staatliche Toto-Lotto GmbH                                                                   |
| 1994 | Hasan Özdemir                | Ludwigshafen                       | Landeshauptstadt Stuttgart                                                                   |
| 1994 | Juan José del Solar Bardelli | Lima, Peru                         | Land Baden-Württemberg                                                                       |
| 1994 | Jürgen Wellbrock             | Berlin                             | Süddeutscher Rundfunk                                                                        |
| 1995 | Rumiana Ebert                | Heidelberg                         | Süddeutscher Rundfunk                                                                        |
| 1995 | Jurgis Kunčinas              | Vilnius, Litauen                   | Land Baden-Württemberg                                                                       |
| 1995 | Jusuf Naoum                  | Niedernhausen                      | Staatliche Toto-Lotto GmbH                                                                   |
| 1995 | Štefan Vevar                 | Ljubljana, Slowenien               | Landeshauptstadt Stuttgart                                                                   |
| 1996 | Friedrich Kröhnke            | Berlin                             | Staatliche Toto-Lotto GmbH                                                                   |
| 1996 | Perikles Monioudis           | Berlin                             | Süddeutscher Rundfunk                                                                        |
| 1996 | Hans-Christian Oeser         | Dublin, Irland                     | Landeshauptstadt Stuttgart                                                                   |
| 1996 | Miklós György Serdián        | Budapest, Ungarn                   | Land Baden-Württemberg                                                                       |
| 1997 | Manfred Flügge               | Berlin                             | Staatliche Toto-Lotto GmbH                                                                   |
| 1997 | Jutta Heinrich               | Hamburg                            | Süddeutscher Rundfunk                                                                        |
| 1997 | Safeta Obhođaš               | Wuppertal                          | Landeshauptstadt Stuttgart                                                                   |
| 1997 | Teresa Tomsia                | Poznań, Polen                      | Land Baden-Württemberg                                                                       |
| 1998 | Jurij Archipov               | Moskau, Russland                   | Land Baden-Württemberg                                                                       |
| 1998 | Igor Kroitzsch               | Berlin                             | Staatliche Toto-Lotto GmbH                                                                   |
| 1998 | Jürgen Seidel                | Neuss                              | Landeshauptstadt Stuttgart                                                                   |
| 1998 | Boško Tomašević              | Innsbruck, Österreich              | Süddeutscher Rundfunk                                                                        |
| 1999 | Josiane Alfonsi              | Tübingen                           | Staatliche Toto-Lotto GmbH                                                                   |
| 1999 | Frank Jakubzik               | Frankfurt a. M.                    | Land Baden-Württemberg                                                                       |
| 1999 | Christa Schuenke             | Berlin                             | Südwestrundfunk                                                                              |
| 1999 | Manfred Theisen              | Köln                               | Landeshauptstadt Stuttgart                                                                   |
| 2000 | Christoph Kuhn               | Halle a.d. Saale                   | Land Baden-Württemberg                                                                       |
| 2000 | Arkadiusz Pacholski          | Kalisz, Polen                      | Staatliche Toto-Lotto GmbH                                                                   |
| 2000 | Franco Supino                | Solothurn, Schweiz                 | Landeshauptstadt Stuttgart                                                                   |
| 2000 | Verena Teissl                | Innsbruck, Österreich              | Südwestrundfunk / Stuttgarter Schriftstellerhaus                                             |
| 2001 | Rolf Kemnitzer               | Berlin                             | Landeshauptstadt Stuttgart                                                                   |
| 2001 | Gennadi Matjuschow           | Moskau, Russland                   | Land Baden-Württemberg                                                                       |
| 2001 | Stefan Monhardt              | Berlin                             | Staatliche Toto-Lotto GmbH                                                                   |
| 2001 | Ulrieke Ruwisch              | München                            | Südwestrundfunk / Stuttgarter Schriftstellerhaus                                             |
| 2002 | Renate Axt                   | Mühltal                            | Staatliche Toto-Lotto GmbH                                                                   |
| 2002 | Ewa Boura                    | Berlin                             | Landeshauptstadt Stuttgart                                                                   |
| 2002 | Oleksij Lohwynenko           | Kiew, Ukraine                      | Land Baden-Württemberg                                                                       |
| 2002 | Markus Orths                 | Karlsruhe                          | Südwestrundfunk                                                                              |
| 2003 | Vera Bischitzky              | Berlin                             | Landeshauptstadt Stuttgart                                                                   |
| 2003 | Susanne Fritz                | Freiburg                           | Südwestrundfunk                                                                              |
| 2003 | Kwang-Kyu Kim                | Seoul, Südkorea                    | Johannes-Poethen-Stipendium                                                                  |
| 2003 | Katharina Schlender          | Berlin                             | Land Baden-Württemberg                                                                       |
| 2004 | Giselher W. Hoffmann         | Namibia                            | Landeshauptstadt Stuttgart                                                                   |
| 2004 | Karlheinz Kluge              | Offenburg                          | Land Baden-Württemberg                                                                       |
| 2004 | Sobo Swobodnik               | Berlin                             | Klett-Stiftung                                                                               |
| 2004 | Stevan Tontić                | Sarajewo, Bosnien-Herzegowina      | Johannes-Poethen-Stipendium                                                                  |
| 2005 | Daniel Falb                  | Berlin                             | Johannes-Poethen-Stipendium                                                                  |
| 2005 | Paula Schneider              | Berlin                             | Johannes-Poethen-Stipendium                                                                  |
| 2005 | Sonja Ruf                    | Leipzig                            | Land Baden-Württemberg                                                                       |
| 2006 | Philip Meinold               | Berlin                             | Land Baden-Württemberg                                                                       |
| 2006 | Heinz D. Heisl               | Innsbruck, Österreich              | Landeshauptstadt Stuttgart                                                                   |
| 2006 | David Chotjewitz             | Hamburg                            | Robert Bosch Stiftung                                                                        |
| 2006 | Lorenz Langenegger           | Zürich, Schweiz                    | Johannes-Poethen-Stipendium                                                                  |
| 2007 | Paul Brodowsky               | Berlin                             | Johannes-Poethen-Stipendium                                                                  |
| 2007 | Sudabeh Mohafez              | Stuttgart                          | Land Baden-Württemberg                                                                       |
| 2007 | Gao Niansheng                | Beijing, China                     | Landeshauptstadt Stuttgart                                                                   |
| 2007 | Tamara Bach                  | Berlin                             | Robert Bosch Stiftung                                                                        |
| 2008 | Marcus Jensen                | Berlin                             | Johannes-Poethen-Stipendium                                                                  |
| 2008 | Robert Seethaler             | Berlin                             | Land Baden-Württemberg                                                                       |
| 2008 | Rebecca Maria Salentin       | Leipzig                            | Landeshauptstadt Stuttgart                                                                   |
| 2008 | Stefan Schmitzer             | Graz, Österreich                   | Johannes-Poethen-Stipendium                                                                  |
| 2009 | Almut Tina Schmidt           | Freiburg                           | Klett-Stiftung                                                                               |
| 2009 | Ron Winkler                  | Berlin                             | Johannes-Poethen-Stipendium                                                                  |
| 2009 | Katharina Schmitt            | Bremen                             | Landeshauptstadt Stuttgart                                                                   |
| 2009 | Antje Wagner                 | Potsdam                            | Land Baden-Württemberg                                                                       |
| 2010 | Sabrina Janesch              | Münster                            | Land Baden-Württemberg                                                                       |
| 2010 | Finn-Ole Heinrich            | Hamburg                            | Landeshauptstadt Stuttgart                                                                   |
| 2010 | Achim Wagner                 | Köln                               | Johannes-Poethen-Stipendium                                                                  |
| 2011 | Anne Köhler                  | Berlin                             | Landeshauptstadt Stuttgart                                                                   |
| 2011 | Lisa-Marie Dickreiter        | Berlin                             | Land Baden-Württemberg                                                                       |
| 2012 | Agnes Gerstenberg            | Berlin                             | Landeshauptstadt Stuttgart                                                                   |
| 2012 | Andreas Neeser               | Suhr, Schweiz                      | Land Baden-Württemberg                                                                       |
| 2012 | Gunther Geltinger            | Köln                               | Lotto-Literaturstipendium                                                                    |
| 2013 | Volker Harry Altwasser       | Rostock                            | Landeshauptstadt Stuttgart                                                                   |
| 2013 | Akos Doma                    | Eichstätt                          | Klett-Stiftung                                                                               |
| 2013 | Jaroslav Rudiš               | Prag, Tschechien                   | Lions-Club Literaturhaus Stuttgart                                                           |
| 2014 | Odile Kennel                 | Berlin                             | Landeshauptstadt Stuttgart                                                                   |
| 2014 | Paul Jeute                   | Leipzig                            | Johannes-Poethen-Stipendium / Lions-Club Literaturhaus Stuttgart                             |
| 2014 | Simone Regina Adams          | Freiburg                           | Land Baden-Württemberg                                                                       |
| 2015 | Ulrike Schäfer               | Würzburg                           | Landeshauptstadt Stuttgart                                                                   |
| 2015 | Thomas Rosenlöcher           | Dresden                            | Land Baden-Württemberg                                                                       |
| 2016 | Magdalena Schrefel           | Berlin                             | Landeshauptstadt Stuttgart                                                                   |
| 2016 | Julia Wolf                   | Berlin                             | Land Baden-Württemberg                                                                       |
| 2017 | Ron Segal                    | Berlin                             | Land Baden-Württemberg                                                                       |
| 2017 | Friederike Gösweiner         | Innsbruck, Österreich              | Landeshauptstadt Stuttgart                                                                   |
| 2018 | Michael Wildenhain           | Berlin                             | Landeshauptstadt Stuttgart                                                                   |
| 2018 | Anja Liedtke                 | Bochum                             | Land Baden-Württemberg                                                                       |
| 2019 | Katharina Johanna Ferner     | Wien, Salzburg, Österreich         | Nachlass Ruth Theil                                                                          |
| 2019 | Kathrin Schmidt              | Berlin                             | Ministerium für Wissenschaft, Forschung und Kunst Baden-Württemberg / Nachlass Ruth Theil    |
| 2019 | Svenja Gräfen                | Leipzig                            | Landeshauptstadt Stuttgart                                                                   |
| 2020 | Angela Lehner                | Berlin / Wien                      | Land Baden-Württemberg (Ministerium für Wissenschaft, Forschung und Kunst Baden-Württemberg) |
| 2020 | Yevgeniy Breyger             | Frankfurt                          | Landeshauptstadt Stuttgart / Stuttgarter Schriftstellerhaus                                  |
| 2021 | Olga Martynova               | Russland / Deutschland             | Lyrikstipendium des Schriftstellerhauses                                                     |
| 2021 | Urs Mannhart                 | Schweiz                            | Land Baden-Württemberg                                                                       |
| 2021 | Raoul Eisele                 | Wien, Österreich                   | Landeshauptstadt Stuttgart / Stuttgarter Schriftstellerhaus                                  |
| 2022 | Richard Obermayr             | Wien und Schwanenstadt, Österreich | Ministerium für Wissenschaft, Forschung und Kunst des Landes Baden-Württemberg               |
| 2022 | Katharina Kohm               | München                            | Lyrikstipendium des Schriftstellerhauses                                                     |
| 2022 | Martin Peichl                | Wien, Österreich                   | Landeshauptstadt Stuttgart                                                                   |
| 2023 | Steffen Schroeder            | Potsdam                            | Landeshauptstadt Stuttgart                                                                   |
| 2023 | John Sauter                  | Leipzig                            | Lyrikstipendium des Schriftstellerhauses                                                     |
| 2023 | Janna Steenfatt              | Leipzig                            | Land Baden-Württemberg                                                                       |
| 2024 | Rike Reiniger                | Berlin und Vorpommern              | Ministerium für Wissenschaft, Forschung und Kunst Baden-Württemberg                          |
| 2024 | Martin Knuth                 | Jena                               | Landeshauptstadt Stuttgart                                                                   |
| 2024 | Slata Roschal                | München                            | Lyrikstipendium des Schriftstellerhauses                                                     |

2013 feierte das Schriftstellerhaus seinen 30. Geburtstag. Ehemalige Stipendiaten gratulierten der Institution öffentlich: Jaroslav Rudiš, Agnes Gerstenberg, Gunther Geltinger und Akos Doma.

### Das Endspurt-Stipendium 2020
Das Endspurt-Stipendium wird 2020 einmalig vergeben. Es wurde vom Schriftstellerhaus ausgelobt für freiberufliche Autorenschaft in schwierigen Zeiten, gemeint ist die Corona-Pandemie. Dieses vierwöchige Stipendium wurde an Stephanie Quitterer vergeben.

### Stuttgart liest ein Buch
Seit 2012 initiiert das Stuttgarter Schriftstellerhaus alle zwei bis drei Jahre das Literaturfestival „Stuttgart liest ein Buch“. Dabei geht es darum, möglichst viele Bewohner einer Stadt zum Lesen eines Buches zu animieren, begleitet durch zahlreiche kulturelle Veranstaltungen, die in Zusammenhang mit dem jeweiligen Buch gebracht werden können.
Das Projekt geht auf eine Idee aus Chicago zurück: „One city – one book“. In Deutschland haben auch Frankfurt am Main, Köln, Hamburg und Düsseldorf entsprechende Projekte durchgeführt.
In Stuttgart wurden bisher folgende Bücher gelesen:
- 2012 Margriet de Moor: Sturmflut
- 2015 Judith Schalansky: Der Hals der Giraffe
- 2017 Schida Bazyar: Nachts ist es leise in Teheran
- 2019 Arno Geiger: Unter der Drachenwand

In der Stuttgarter Version dieses Konzeptes legt man Wert auf das Werk eines zeitgenössischen, deutschsprachigen Autors. Werk und Autor sollen möglichst vielen Institutionen der Stadt Ansatzpunkte für Veranstaltungen bieten. Das Buch soll alle Generationen und Bevölkerungsschichten ansprechen. Für die Diskussion von Vorschlägen und die Planung des Festivals sorgt eine große Planungsgruppe von Stuttgarter Kulturinstitutionen unter der Federführung des Schriftstellerhauses.